# Parco nazionale della Cherca
Il parco nazionale della Cherca (Krka in croato) è un'area naturale protetta della Croazia istituita nel 1985. Si trova nella regione di Sebenico e Tenin, in Dalmazia.
Il parco confina anche con la cittadina di Scardona, che del parco rappresenta anche l'ingresso principale.

## Le cascate

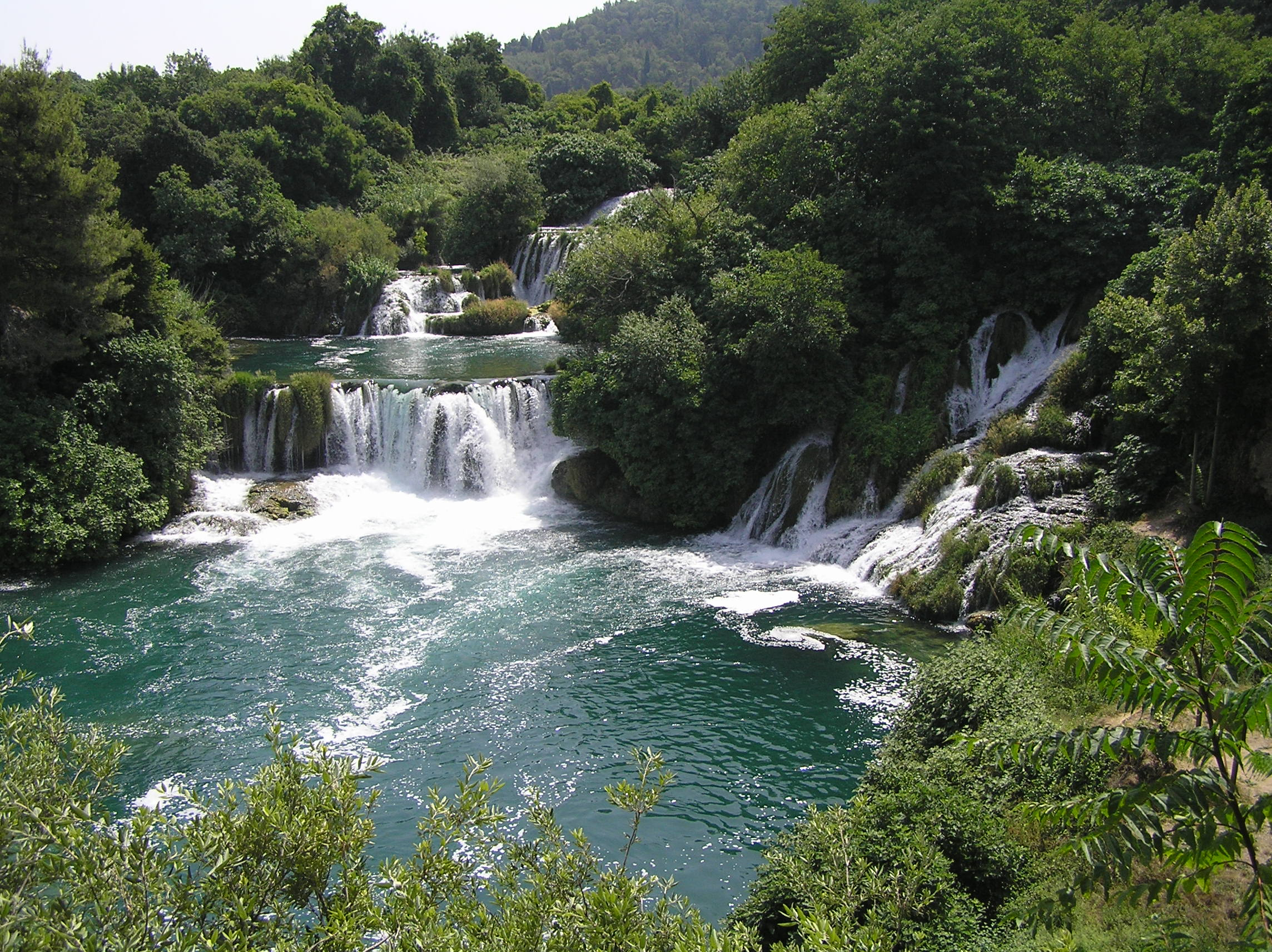
Le cascate di Scardona

La sorgente del fiume Cherca si trova pochi chilometri fuori dall'omonimo parco, sotto una cascata di un suo affluente (il fiume Krčić); quando d'estate il fiume Krčić è in secca, la sorgente è visibile.
Il parco è noto per le sue cascate, formate da letti di travertino:
- la Bilušića buk (22,4 m di salto) è la prima cascata, posta a 16 km dalla sorgente, e anche l'unica a non essere stata toccata dallo sfruttamento energetico (sulla Cherca furono costruite alcune tra le prime centrali idroelettriche in Europa);
- la Ćorića buk (15,5 m) si trova 3 km a valle, sotto il lago Ćorić (superficie di circa 50000 m2). Nelle vicinanze fu costruito l'accampamento romano di Burnum. Una diga ferma le acque della Cherca e sfrutta il salto per una centrale idroelettrica;
- la Manojlovaĉki slapovi (una serie di cascate alta in tutto quasi 60 m) si trova poche centinaia di metri a valle ed è anch'essa utilizzata dalla centrale Miljacka:
- la Roŝniak slap (8,4 m);
- la Miljacka slap (23,8 m) non è visitabile in quanto sede dell'omonima centrale idroelettrica: riceve le sue acque dal fiume Zermagna;
- il Roŝki slap (15,5 m) si trova poco a monte del lago Visovac. È formata da un'innumerevole serie di cascatelle, inframmezzate da isolotti di tufo, per una larghezza di ben 450 m e una lunghezza di 650 m. Le cascate sono visibili da una strada statale. Il complesso dei mulini di Roški slap sono tra i monumenti etnografici di particolare interesse e valore della Dalmazia e della Croazia. I mulini sono ancora funzionanti e azionano una serie di telai per la tessitura e di mulini per macinare il grano. Sul lato destro delle cascate è presente un'altra centrale idroelettrica;
- la grande cascata di Scardona, lo Skradinski buk (complesso di cascate alto circa 45 m), è una delle bellezze naturalistiche più note della Croazia: le acque della Cherca e della Cigola (Čikola) si uniscono e raggiungono il mare. Anche presso le cascate di Scardona è presente una raccolta etnografica con vecchi mulini ad acqua dove i cereali vengono macinati con macine di pietra mosse dall'acqua o i cesti e i mortai, meccanismi antichi per lavare tappeti, coperte, indumenti e stoffe.

Il fiume Cherca presenta fenomeni di carsismo.

## Specie animali
Il parco nazionale presenta una ricca fauna e una grande biodiversità:  18 specie di pesci, 222 specie di uccelli, 18 specie differenti di pipistrello, rettili e anfibi per un totale di circa 860 specie.

## Il monastero di Cherca
Il monastero di Cherca è un centro spirituale della diocesi ortodossa dalmata con sede a Sebenico.
Fu citato per la prima volta in documenti scritti nel 1402.
Il monastero fu costruito e ampliato fino al XVIII secolo.
La chiesa è stata costruita in stile bizantino, mentre il campanile è stato ultimato nel 1790 in stile rinascimentale.
Il monastero e la chiesa conservano oggetti di valore culturale e storico che vanno dal XIV secolo a oggi.

## Il lago di Visovac

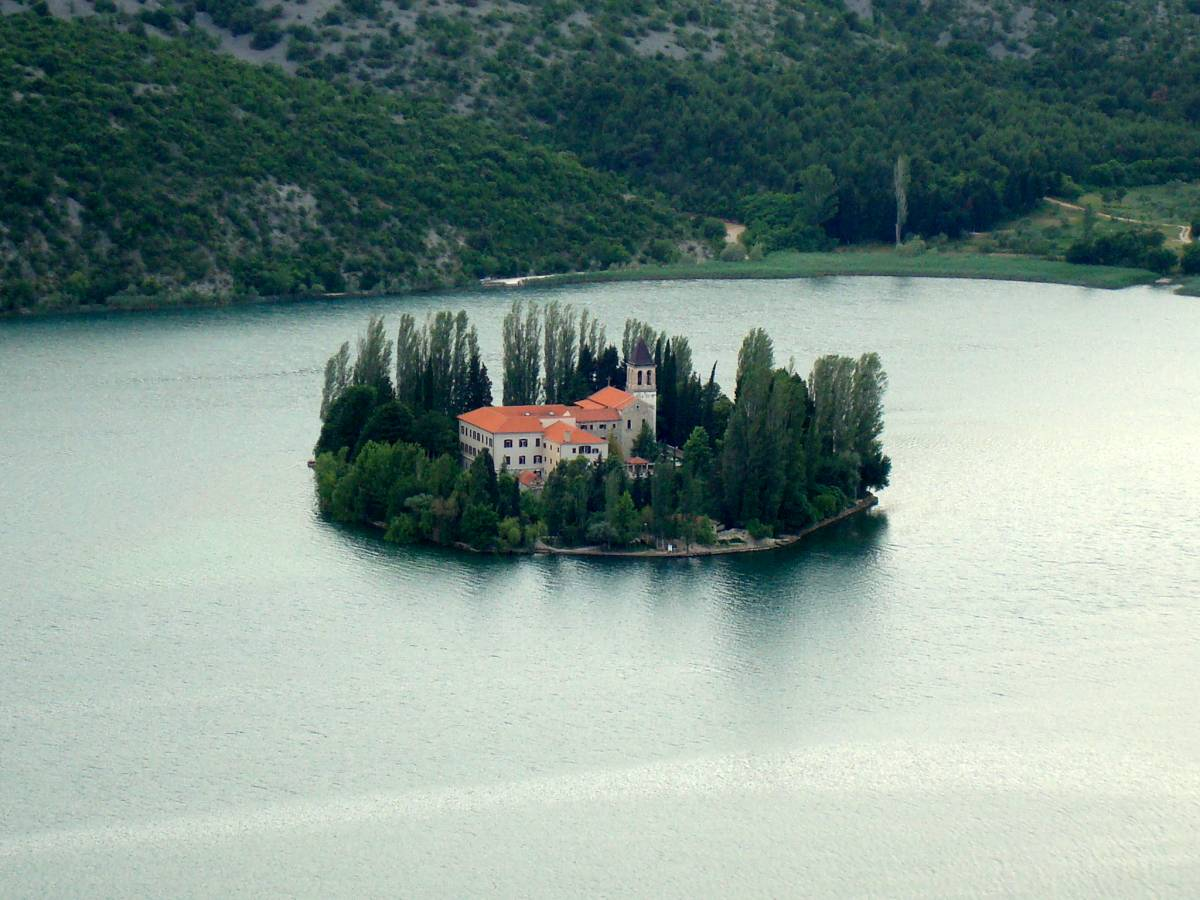
Il convento di Visovac

Il lago Visovac si trova tra le cascate Roŝki slap e quelle di Scardona.
In mezzo al lago è presente un isolotto, sul quale sorge un convento di frati francescani, una chiesa e un museo.

## Le fortezze
Sul territorio del Parco nazionale della Cherca sono presenti numerose fortezze, per lo più in rovina, costruite per difendersi dai Turchi.
Tra esse si citano:
- Nečven, costruita nel XV secolo e caduta in mano ai Turchi nel 1522. Riconquistata nel 1688, il complesso fu abbandonato un secolo dopo;
- Čučevo, costruita nel Medioevo, cadde anch'essa in mano ai Turchi, che la usarono come carcere. Fu distrutta nel 1648;
- Bogočin, posta sulla sinistra del fiume Cherca a monte della cascata Roŝki slap, si trova vicina a un insediamento che si presume risalente all'età del ferro;
- Ključica si trova sul fiume Cicola e fu costruita nel 1330. I Turchi occuparono Ključ nel 1546, da dove furono cacciati nel 1648. Da allora la fortezza è stata abbandonata;
- Burnum era un accampamento romano. Qui veniva controllato il passaggio attraverso il fiume Cherca da dove passavano le unità militari romane. Burnum fu distrutto nel 639 durante le invasioni avaro-slave.